# Overhalla kommun
Overhalla kommun (norska: Overhalla kommune) är en kommun i landskapet Namdalen i Trøndelag fylke i mellersta Norge. Kommunens centralort är tätorten Ranemsletta. 

## Administrativ historik
Overhalla kommun bildades på 1830-talet, samtidigt med flertalet andra norska kommuner. Dagens gränser härstammar från 1964 då ett område med 15 invånare överfördes från Høylandets kommun.

## Tätorter
I Overhalla kommun finns fyra tätorter:
- Ranemsletta (centralort)
- Skage
- Skogmo
- Svalia

## Socknar
Inom Norska kyrkan motsvaras Overhalla kommun av Overhalla socken i Namdals prosteri i Nidaros stift.